# Време, воде
Време, воде је македонски филм снимљен 1980. године.

## Радња филма
Животна прича о Петру Ћушку и његовим сељанима из села Сушево судбински је повезана са недостатком воде неопходне за живот. Са благословом попа, сељани Сушева скрећу ток реке и краду воду од житеља села Каменова. У тучи што следи учествују сељани ова два села заједно са њиховим поповима. Због нарушавања јавног реда и мира, сељани су предати на суд. Судија је поткупљив и пресудио је у корист оних који су платали већи мито. Тако воду добијају сељани Каменова. У Сушеву проблем за водом кулминира и сељани не желе да плаћају данак за воду коју немају. Међу њима је и Петар Ћушко, воденичар без воде.

## Улоге
| Глумац               | Улога              |
| -------------------- | ------------------ |
| Петре Арсовски       | Петар Ћушко        |
| Душан Костовски      | Корун              |
| Шишман Ангеловски    | Спиридон Толушумот |
| Ненад Милосављевић   | Поп Трифиле        |
| Лидија Плетл         | Вељаница           |
| Борис Дворник        | Наредник Жика      |
| Петре Прличко        | Ламбе Футак        |
| Мето Јовановски      | Дудуле             |
| Драгомир Фелба       | Американецот       |
| Милан Штрљић         | Алтан              |
| Звонко Лепетић       | Питропот Медосан   |
| Душан Јанићијевић    | Јак                |
| Драги Костовски      | Зукјко Крлукјот    |
| Панче Камџик         | Пантелеј           |
| Сабина Ајрула        | Кјускоица          |
| Катина Иванова       | Коруноица          |
| Благоја Чоревски     | Кузе               |
| Чедо Христов         | Митрус             |
| Петар Темелковски    | Гасо               |
| Младен Крстевски     |                    |
| Мустафа Јашар        |                    |
| Александар Шехтански |                    |
| Гоце Тодоровски      |                    |
| Кирил Андоновски     |                    |
| Кире Печијаревски    |                    |